# Callixena callixena
Callixena callixena là một loài bướm đêm trong họ Noctuidae.